# Nico Tortorella
Nico Tortorella   (Wilmette, 30 de juliol de 1988) és un actor i model estatunidenc.

## Biografia
D'ascendència italiana, va néixer en la ciutat de Wilmette (Illinois) i es va formar en l'institut New Trier High School. Té un germà anomenat Rocco, que és cineasta i fotògraf.
Va fer el paper del supermodel Cole Shepherd en un curtmetratge dramàtic de la cadena The CW titulat La Beautiful Life. Va participar als tres primers episodis del drama de l'ABC Family Make It or Break It interpretant el personatge de Razor, i va reprendre el paper el gener del 2010. També va fer de Tobias en la pel·lícula del 2010 Twelve, dirigida per Joel Schumacher. El juny del 2010, va actuar com a Trevor en la pel·lícula de terror Scream 4, que va ser estrenada el 15 d'abril del 2011. Van arribar a convidar-lo a prendre part de la pel·lícula independent The Lowenfish Party, però va ser cancel·lada. El 2013, va participar en la primera temporada de la sèrie The Following com a Jacob Wells. El 2014, va començar a filmar la sèrie Eye Candy, de la MTV, però Casey Jon Deidrick el va substituir. Actualment, surt a la sèrie Younger al canal TELE Land, que va estrenar el dia 24 de febrer del 2015, on interpreta Josh.

## Vida personal
En una entrevista al New York Post, el juny del 2016, Tortorella es va declarar gènere-fluid, i recentment Nico va començar a utilitzar pronoms neutres(ellis). Més tard es va identificar com bisexual a una entrevista a Vulture el 30 d'octubre del 2016. El 2024, va fer públic que tornava a utilitzar el pronom masculí he i que se sentia «més home que mai».
Actualment, Nico està en una relació poliamorosa. Casat des del 2018 amb Bethany C. Meyers, amb qui es relaciona des del 2007, ell també té un nuvi amb qui està prop de 20 anys.